# PVA (Format)
PVA (Packet Video Audio) ist ein Videoformat. Es wird zum Teil bei DVB-Aufnahmen zur Aufzeichnung benutzt.
PVA kapselt die PES-Pakete aus dem MPEG2-Transport-Stream. Im PVA-Stream sind zusätzlich zu den Video- und Audiodaten noch Zeitindex-Informationen enthalten, die für einen synchronen MPEG2 Stream erforderlich sind.